# Bagger Vance legendája
A Bagger Vance legendája (eredeti cím: The Legend of Bagger Vance) 2000-ben bemutatott amerikai fantasy témájú sport-filmdráma, melyet Robert Redford rendezett. A forgatókönyvet Jeremy Leven írta, Steven Pressfield 1995-ben kiadott The Legend of Bagger Vance: A Novel of Golf and the Game of Life című regénye alapján. A főbb szerepekben Will Smith, Matt Damon és Charlize Theron látható. Ezt volt a filmben mellékszerepet játszó Jack Lemmon és Lane Smith utolsó filmje.
Az Amerikai Egyesült Államokban 2000. november 3-án mutatták be a mozikban. A film hatalmas anyagi bukás lett és a kritikusokat sem nyűgözte le.

## Cselekmény
Rannulph Junuh tehetős családból származó, egykor ígéretes golfjátékos volt. Az évekig eltűntnek hitt férfi az első világháborúban súlyos traumát szenvedett. Az 1930-as évek elején amnéziás és alkoholista csavargóként tűnik fel Georgia állambeli szülővárosában. Barátnője, Adele pénzdíjas golfmeccset szervez az eladósodott család vagyonának megmentéséért. A leghíresebb játékosok érkeznek a városba, egy titokzatos utazó, Bagger Vance pedig elhatározza: ismét bajnokot farag Rannulphból.

## Szereplők
| Színész             | Szerep                        | Magyar hang       |
| ------------------- | ----------------------------- | ----------------- |
| Will Smith          | Bagger Vance                  | László Zsolt      |
| Matt Damon          | Rannulph Junuh                | Stohl András      |
| Charlize Theron     | Adele Invergordon             | Györgyi Anna      |
| Bruce McGill        | Walter Hagen                  | Harsányi Gábor    |
| Joel Gretsch        | Bobby Jones                   | Németh Gábor      |
| J. Michael Moncrief | Hardy Greaves                 | Bíró Attila       |
| Lane Smith          | Grantland Rice                | Papp János        |
| Peter Gerety        | Neskaloosa                    | Rajhona Ádám      |
| Wilbur Fitzgerald   | Roy                           |                   |
| E. Roger Mitchell   | Aaron                         |                   |
| Jack Lemmon         | narrátor / idős Hardy Greaves | Dobránszky Zoltán |

## A film készítése
A cselekmény részben a hindu Bhagavad-gítán alapul: a hinduk szent könyvében a harcos/hős Ardzsuna (a filmben R. Junuh) megtagadja a küzdelmet. Krisna isten Bhagaván (a filmben Bagger Vance) képében jelenik meg, hogy segítsen neki megtalálni harcosként és hősként a saját útját. Steven J. Rosen 2000-es, Gita on the Green: The Mystical Tradition Behind Bagger Vance című könyvében magyarázza el ezt a párhuzamot, melynek előszavát Steven Pressfield írta.

## Fogadtatás

### Bevételi adatok
A bemutató hétvégéjén a 3. helyen nyitott az amerikai mozikban, a Charlie angyalai és az Apádra ütök mögött. 2061 filmszínházban összesen 11 516 712 dollárt termelt. A lendületet azonban nem tudta megőrizni: a 60-80 millió dollár közötti összegből készült film csupán 39,4 millió dollárt hozott.

### Kritikai visszhang
A Rotten Tomatoes weboldalon 130 kritika összegzése után 43%-on áll. Az oldal szöveges összefoglalója szerint „hiába a tehetséges résztvevők, a színészi alakításokat aláássa a lapos karakterekkel és rossz párbeszédekkel teli, gyenge forgatókönyv. Emellett nem történik benne szinte semmi, néhány kritikus számára pedig sértő, ahogy a film elkendőzi a rasszizmussal kapcsolatos problémákat.” Roger Ebert filmkritikus ezzel szemben négyből 3 és fél csillagra értékelte a filmet.
A Time az elmúlt évek egyik legkínosabb filmjének nevezte, az afroamerikaiak ábrázolása és a Magical Negro sztereotípia használata miatt. Később Spike Lee is példaként hozta fel a filmet az említett sztereotípia kapcsán.

### Díjak és jelölések
2001-ben a 27. Szaturnusz-gálán Will Smith jelölést kapott a díjra legjobb férfi mellékszereplő kategóriában.

## Fordítás
- Ez a szócikk részben vagy egészben  a   The Legend of Bagger Vance című angol Wikipédia-szócikk fordításán alapul.  Az eredeti cikk szerkesztőit annak laptörténete sorolja fel. Ez a jelzés csupán a megfogalmazás eredetét és a szerzői jogokat jelzi, nem szolgál a cikkben szereplő információk forrásmegjelöléseként.